# Oogênese
A ovulogênese (português brasileiro) ou ovulogénese (português europeu) (ou ogénese, ovogénese, oogênese e ovogênese) é o processo biológico de formação das células reprodutoras femininas, os ovócitos, nos animais. A formação na mulher tem início durante a vida intra-uterina, continuando posteriormente de uma forma cíclica a partir da puberdade até à menopausa. Na oogênese ocorre uma sequência de eventos pelos quais as ovogónias se transformam no final em óvulos.
A processo divide-se em três fases: Multiplicação, crescimento e maturação.

## Proliferação ou Multiplicação
Durante a vida intra-uterina as células germinativas primordiais que se originam do endoderma do saco vitelínico - logo após o primeiro mês de gestação - migram para o ovário em desenvolvimento e diferenciam-se em ovogônias. No início da vida fetal, uma série de divisões mitóticas produzem um número substancialmente grande de ovogônias, algumas das quais sobrevivem e transformam-se em células maiores denominadas ovócitos primários. Estas células diploides iniciam então a meiose parando na prófase I, mais precisamente na fase diplóteno. Os ovócitos primários permanecem na prófase e só terminam sua primeira divisão meiótica na puberdade. Calcula-se que, no nascimento, o número total de ovócitos primários varie de 700.000 a 7 milhões. Durante a infância, a maioria dos ovócitos torna-se atrésico; somente cerca de 400.000 estão presentes no início de puberdade, e menos de 500 serão ovulados.

## Crescimento
Na puberdade, ainda no estágio do diplóteno (um estágio de repouso durante a prófase caracterizado por uma malha de cromatina frouxa), o ovócito primário começa a crescer, e as células foliculares achatadas que o envolvem tornam-se cuboides e proliferam, formando um epitélio estratificado de células da granulosa. Agora o folículo é o folículo primário. As células da granulosa se apoiam sobre uma membrana basal chamada teca folicular. Além disso, há uma camada de glicoproteínas sobre a superfície do ovócito, formando a zona pelúcida. Com o crescimento do folículo, as células da teca folicular se organizam em uma camada interna de células secretoras, a teca interna, e uma camada externa de tecido conjuntivo contendo células semelhantes a fibroblastos, a teca externa.
Com a continuação do desenvolvimento, aparecem espaços cheios de fluidos entre as células da granulosa. A coalecência desses espaços forma o antro, e o folículo passa a se chamar folículo secundário. Quando maduro, o folículo é denominado folículo terciário, folículo vesicular, ou folículo de Graaf, que é envolvido pela teca interna, composta por células com características de células secretoras de esteróides, rica em vasos sanguíneos, e pela teca externa, que se funde gradualmente com o estroma ovariano.

## Maturação
Logo que o folículo fica maduro, o ovócito retoma a meiose, levando à formação de duas células filhas de tamanhos desiguais, cada uma com 23 cromossomos de estrutura dupla. Uma dessas células, o ovócito secundário, recebe a maior parte do citoplasma; a outra, o primeiro corpo polar, praticamente não recebe citoplasma. O ovócito começa então a segunda divisão meiótica, e quando as cromátides irmãs se separam a meiose II para.
Com a diminuição do hormônio folículo estimulante (FSH), devido ao aumento de estrógeno produzido pelos folículos, e o aumento brusco no teor do hormônio luteinizante (LH) secretado pela hipófise anterior faz com que ocorra a ovulação (expulsão pelo folículo maduro de um ovócito que é capitado pela tuba uterina). Após o ovócito ser liberado, ele segue para a tuba, e geralmente é fecundado na ampola da tuba uterina. Se for fecundado, a meiose II prossegue e dividem-se em segundo corpúsculo polar, que então degenera-se, e o ovulo (união entre o ovócito secundário e o espermatozóide). Se não fecundado, o ovócito secundário é degenerado e absorvido.